# 穆拉夫連科
63°47′N 74°31′E / 63.783°N 74.517°E
穆拉夫連科（俄语：Муравленко）是俄羅斯亞馬爾-涅涅茨自治區南部的一個城市，距區府薩列哈爾德東南480公里。2002年人口35,926人。
1984年建立，1990年8月6日設市。

## 姐妹城市
- 美国克萊爾莫爾